# Oratorio dei Santi Rocco e Sebastiano (Riomaggiore)
L'oratorio di San Rocco fu edificato nel 1480 in segno di ringraziamento per la fine della pestilenza che aveva ucciso quasi metà della popolazione del borgo. Secondo altri sarebbe in realtà più tardo di quasi un secolo.
È costruito in posizione panoramica accanto al Castello di Riomaggiore, sul crinale che separa la valle del Rio Maggiore, dove sorge il paese, da quella del Rio Finale.
Il piccolo edificio, dalle forme architettoniche molto semplici, è preceduto da un portico. Sull'architrave in pietra, scolpiti a piccolo rilievo, sono San Sebastiano, il simbolo di Cristo e San Rocco.

L'interno, costituito da un'unica sala coperta da una volta a botte ribassata e decorata con affreschi devozionali, prende luce da piccole finestre strombate nello spessore dei muri.
Sull'altare barocco in passato era collocato un trittico del primo Cinquecento con la Vergine ed il Bambino tra i Santi Rocco e Sebastiano, attribuito al Maestro delle Cinque Terre, oggi trasferito nella Chiesa di S.Giovanni Battista.